# Laura Sánchez
Laura Sánchez (n. 16 octombrie 1985, Ciudad de México, Mexic) este o săritoare în apă ce a reprezentat Mexic, medaliată olimpică. A participat la 3 ediții ale Jocurilor Olimpice (2004, 2008, 2012) în care a câștigat o medalie de bronz.